# Daddala brevicauda
Daddala brevicauda là một loài bướm đêm trong họ Erebidae.